# W (Unix)

w — unix-утилита, показывающая информацию о работающих в данный момент на машине пользователях и о их процессах. Для каждого пользователя выводятся следующие записи: регистрационное имя, название терминала, удалённая машина, время регистрации в системе, время простоя, JCPU, PCPU и командную строку его текущего процесса.
Время JCPU — это время, использованное всеми процессами, закреплёнными за tty. Оно не включает завершённые фоновые задания, но включает фоновые задания, выполняющиеся в данный момент.
Время PCPU — это время, использованное текущим процессом, указанным в поле «what» («что»).

## Использование
- w -hlsufV [user]

## Параметры запуска
-h
Не выводить заголовок.
-u
Игнорировать имена пользователей при определении времени текущего процесса и cpu. Для демонстрации выполните «su», затем «w» и «w -u».
-s
Использовать короткий формат. Не выводит время регистрации, время JCPU и PCPU.
-f
Включить или выключить вывод поля from (имя удалённой машины). В релизе по умолчанию поле from не выводится, хотя ваш системный администратор или сборщик дистрибутива может скомпилировать версию, в которой поле from выводится по умолчанию.
-V
Вывести информацию о версии.
user
Показать информацию только об указанном пользователе.